# Samyda glabrata
Samyda glabrata là một loài thực vật thuộc họ Salicaceae. Đây là loài đặc hữu của Jamaica. Chúng hiện đang bị đe dọa vì mất môi trường sống.